# Landolfshausen
Landolfshausen est une commune allemand situé près de Göttingen, dans le land de Basse-Saxe.
Le pédagogue Frédéric Kohlrausch y est né.